# Octavi Vila Mayo
Octavi Vilà e Mayo O.Cist. (Espanhol : Octavio Vilà y Mayo ) (Tarragona, 11 de dezembro de 1961) é um geógrafo-historiador e eclesiástico católico espanhol. É bispo de Gerona, desde 2024. Foi abade do Mosteiro de Poblet , entre 2015 e 2024.

## Biografia
Octavi (Octavio) nasceu em 11 de dezembro de 1961, na cidade espanhola de Tarragona.
Estudou o EGB  o BUP e o COU na escola La Salle de sua cidade natal.
Em 1984, depois de estudar na Universidade de Barcelona, obteve a licenciatura em Geografia e História. Em 1987, concluiu o diploma em Biblioteconomia e Ciência da Informação, na mesma universidade.
Em 1996, concluiu a pós-graduação em Novas Tecnologias da Informação, pela Universidade Politécnica da Catalunha. Em seguida, concluiu a pós-graduação em Gestão Cultural pela Universidade Pompeu Fabra em 2000.
Posteriormente, concluiu os estudos eclesiásticos na Faculdade de Teologia da Catalunha (2007-2015), obtendo a licenciatura em Teologia Sistemática .

### Caminho
Trabalhou na Jornada Biblioteca de Tarragona entre 1983 e 2005. Foi secretário da Irmandade de Poblet de 2000 a 2005, secretário do Conselho Curador de Poblet desde 2003.
Foi também secretário e vice-presidente do Arquivo Bibliográfico Santes Creus, entre 1998 e 2005. Além disso, foi membro do Conselho Curador do Arquivo Montserrat Tarradellas y Macià, e do primeiro conselho editorial da revista Poblet entre 2000 e 2005.
Publicou diversos artigos na imprensa e trabalhos sobre história contemporânea e biblioteconomia.

### Vida religiosa
Em julho de 2005 ingressou no mosteiro cisterciense de Mosteiro de Poblet. Em 26 de janeiro de 2006, vestiu o hábito de noviço, e fez a primeira profissão dos votos religiosos em 26 de janeiro de 2007. Fez a profissão solene em 15 de agosto de 2010. Foi ordenado diácono em 21 de abril de 2014, na mãos do arcebispo-bispo Joan-Enric Vives. Em maio do mesmo ano, foi nomeado subprior da comunidade.
Sua ordenação sacerdotal foi em 1º de maio de 2015, pelas mãos do Arcebispo Jaume Pujol Balcells. Em 3 de dezembro do mesmo ano foi eleito abade pela comunidade de Poblet, substituindo José Alegre Vilas. Recebeu a bênção abacial em 27 de fevereiro de 2016, do abade geral cisterciense, Irmão Mauro-Giuseppe Lepori. Em 2 de dezembro de 2021 foi confirmado como abade pela comunidade até atingir a idade regulamentar.
Como abade de Poblet foi presidente ex officio dos mosteiros da Congregação Cisterciense da Coroa de Aragão , e membro do Capítulo Geral e do Sínodo da Ordem Cisterciense. Além disso, presidente do Conselho Curador do Arquivo Montserrat Tarradellas i Macià e membro do Conselho Curador de Poblet. Foi presidente do Encontro de Abades e Provinciais (RAP) da Catalunha (2022-2024).

### Episcopado
Em 29 de fevereiro de 2024, o Papa Francisco nomeou- o bispo de Girona. Foi consagrado em 21 de abril do mesmo ano, na Catedral de Gerona; pelas mãos do Arcebispo Joan Planellas i Barnosell, e coadjuvados por Bernardito Cleopas Auza, Juan José Cardinal Omella Omella, Joan Enric Vives Sicilia e Luis Javier Argüello García. Ele tomou posse canônica no mesmo dia de sua ordenação.
Em 31 de maio de 2024, anunciou que havia testado positivo para COVID-19, por isso teve que cancelar sua agenda, que incluía as celebrações de Corpus Christi.
Na Conferência Episcopal Espanhola, é, desde julho de 2024, membro da Comissão Episcopal de Vida Consagrada.